# Süßer See
Der Süße See ist ein See im Landkreis Mansfeld-Südharz in Sachsen-Anhalt, Deutschland. Er wird von der Bösen Sieben gespeist, die ihn bei Seeburg in Richtung Bindersee verlässt. Der Süße See ist seit dem Trockenlegen des Salzigen Sees Ende des 19. Jahrhunderts, von dem nur Kerner- und Bindersee verblieben, das größte natürliche Standgewässer im Landkreis Mansfeld-Südharz.

## Ausmaße

Panorama des Süßen Sees (links die Mündung der Bösen Sieben, rechts Seeburg)

Von der Mündung der Bösen Sieben bis zu deren Abfluss ist der See 4,9 km lang, an der breitesten Stelle bei Aseleben ist er nur knapp 1 km breit. Der Umfang beträgt 11,76 km, die Fläche etwa 250 ha. Er ist maximal 7 m tief, im Schnitt jedoch 4,3 m. Das Gewässer ist  von länglicher Form und läuft an der Westseite spitz zu.

## Lage

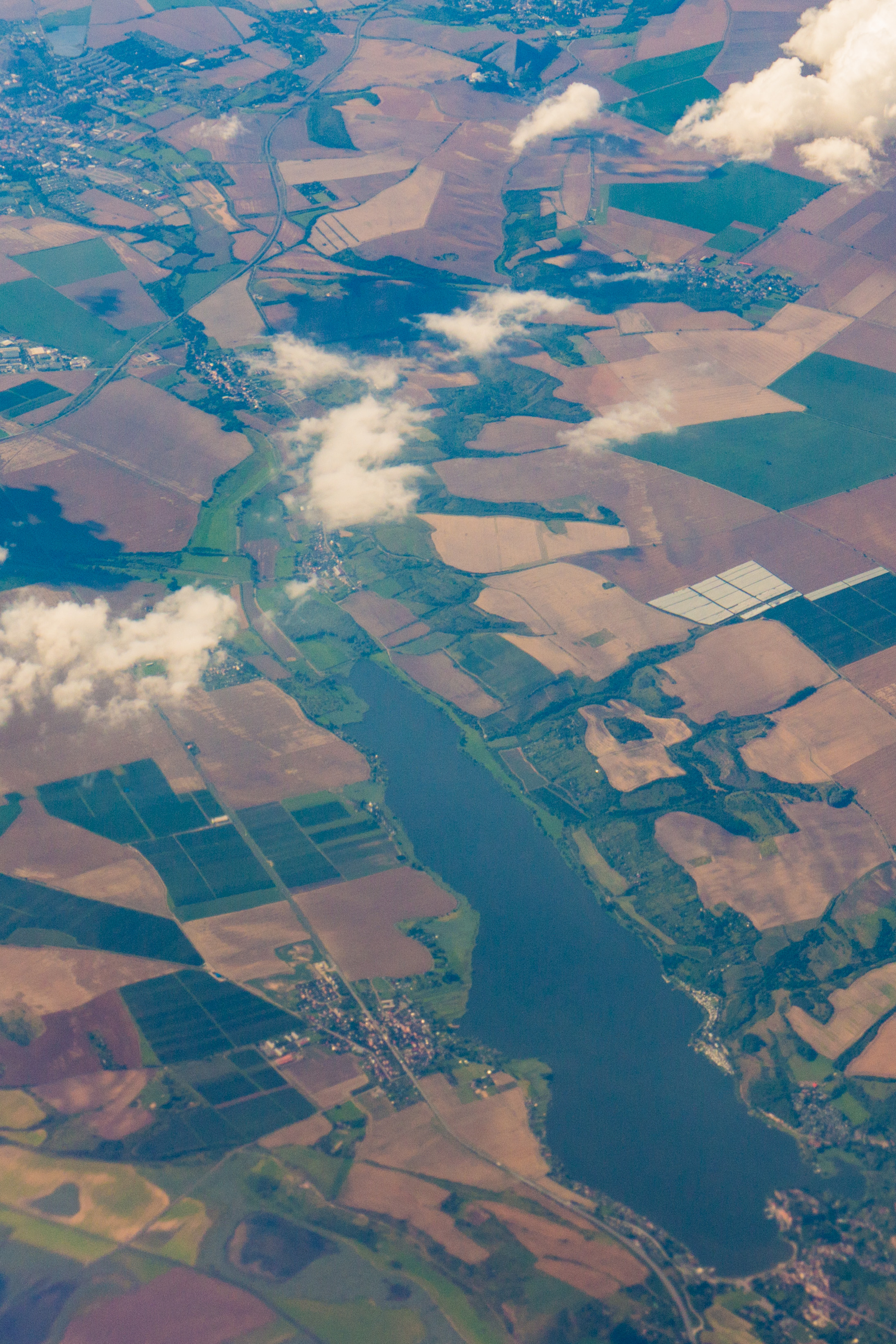
Luftbild des Süßen Sees, 2015

Der Süße See liegt in der Einheitsgemeinde Seegebiet Mansfelder Land, dem südöstlichen Teil des Landkreises, ca. 20 km westlich von Halle (Saale) und ca. 8 km östlich von Eisleben (bezogen auf die Seemitte) auf einer Höhe von 90 m ü. NN am Riß, einer Landschaftsform, die bei Volkstedt beginnt und sich dann Richtung Osten ausbreitet.
Am östlichen Ufer befindet sich der Ort Seeburg mit dem markanten, auf einer Halbinsel gebauten Schloss Seeburg. Am See liegen auch die Wüstungen Lipsdorf, Badendorf und Edenstedt sowie am Südufer der Ort Aseleben.
Am Süßen See gibt es einige Weinberge, die zum Saale-Unstrut-Gebiet zählen. Sie gehören zur Weinstraße Mansfelder Seen. Am nördlichen Seeufer verläuft der Europäische Fernwanderweg E11 (Niederlande–Masuren).

## Entstehung
Der See entstand durch die natürliche Auslaugung von Steinsalz im Untergrund und das Einbrechen des darüber liegenden Deckgebirges (vergleiche: Arendsee). Im Gegensatz zu den vielen Bergbaurestlöchern der weiteren Umgebung bestehen die Uferbereiche aus gewachsenem (anstehendem) Boden.

## Geschichte
2018 wurden mit Hilfe einer Unterwasserdrohne Reste eines Hügelgrabes auf dem Seegrund in 4 m Tiefe nachgewiesen. Die kreisförmige Anlage hat einen Durchmesser von 6 m. An einer anderen Stelle fanden sich Reste von Pfahlbauten. 2023 erfolgten Untersuchungen in einem 2000 m² großen Areal mittels eines transportablen Neutronengenerators. Diese Technik wurde hier erstmals in der Unterwasserarchäologie in Europa eingesetzt. Bei den Untersuchungen wurden im Bereich des Hügelgrabes  Metallgegenstände geortet. Auch fanden sich Gebäudereste und Stege von bis zu 50 Meter Länge aus dem 11. bis 15. Jahrhundert.
Der Fund der Siedlungsreste bedeutet, dass der See erst nach der Siedlungszeit entstanden sein kann. Forscher nehmen an, dass der Süße See vor 3000 Jahren nahezu ausgetrocknet war und sich im 15. Jahrhundert wieder mit Wasser füllte. Um 1000 bis 600 v. Chr. war das Ostende des Sees dicht besiedelt. Am südlichen Ufer fanden sich Überreste mittelalterlicher Siedlungen aus dem 13. und 14. Jahrhundert.

## Bilder

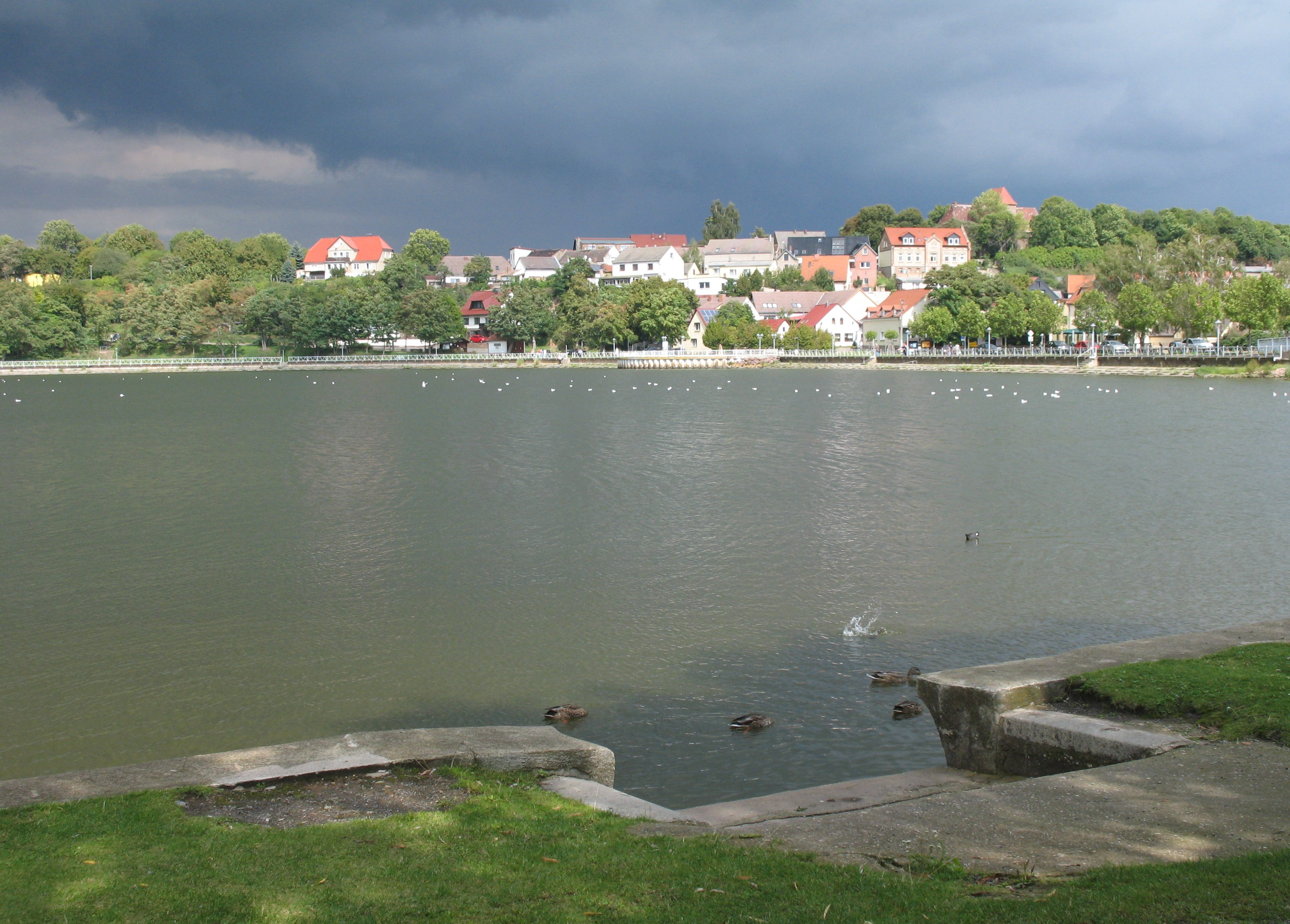
Seeburg
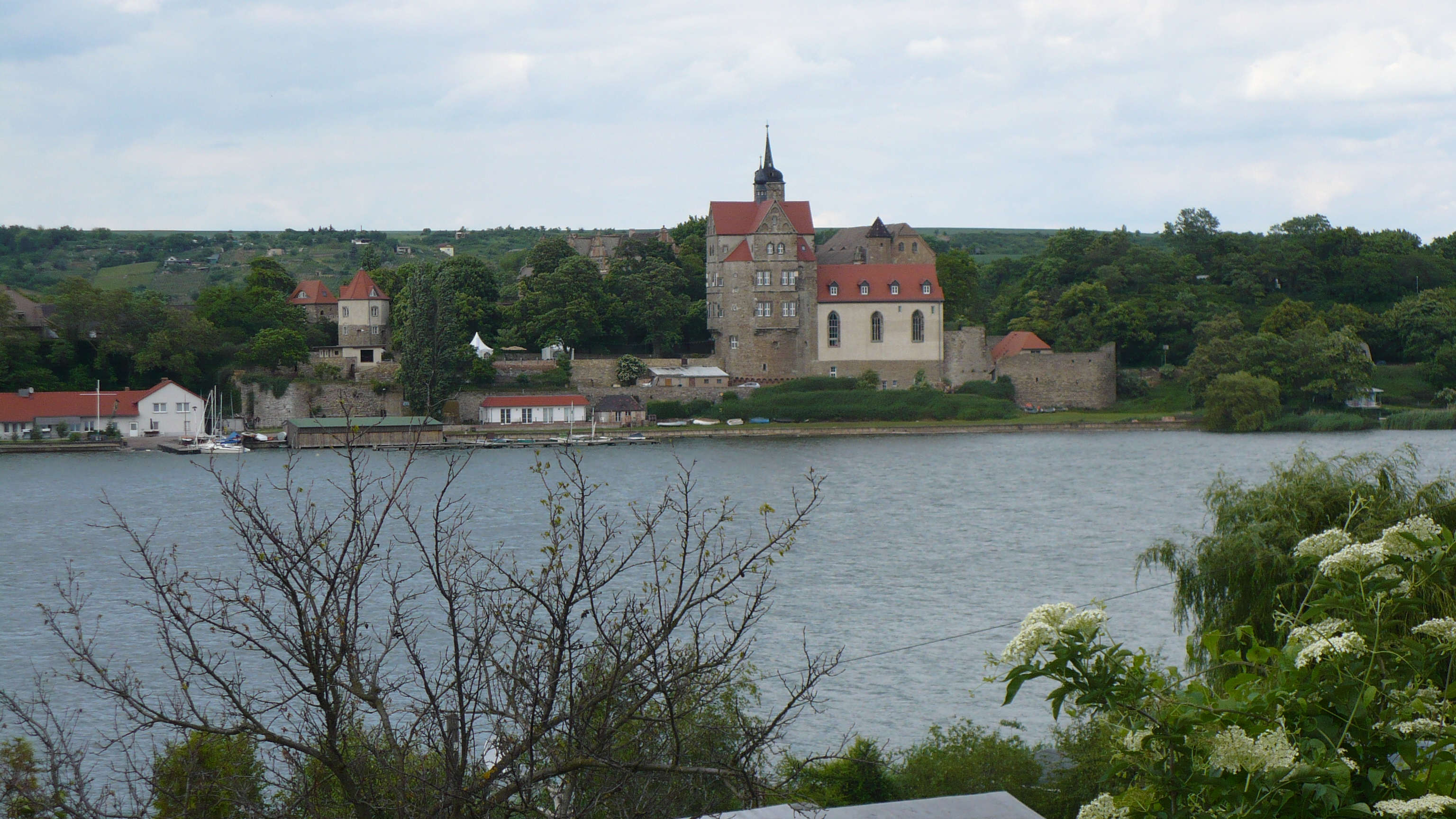
Schloss Seeburg, Blick von der B 80
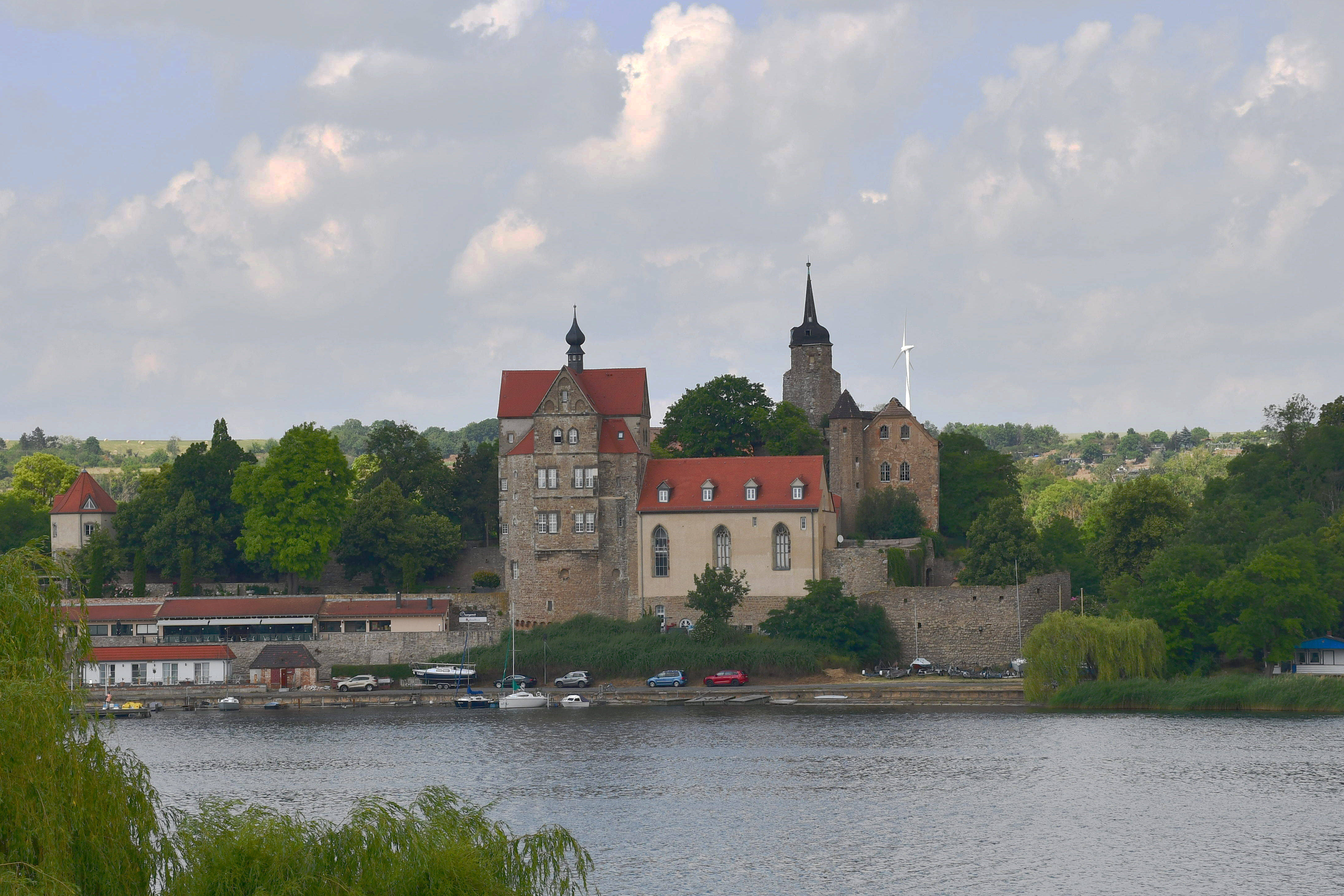
Frontansicht auf Schloss und Schlosskirche Seeburg am Süßen See
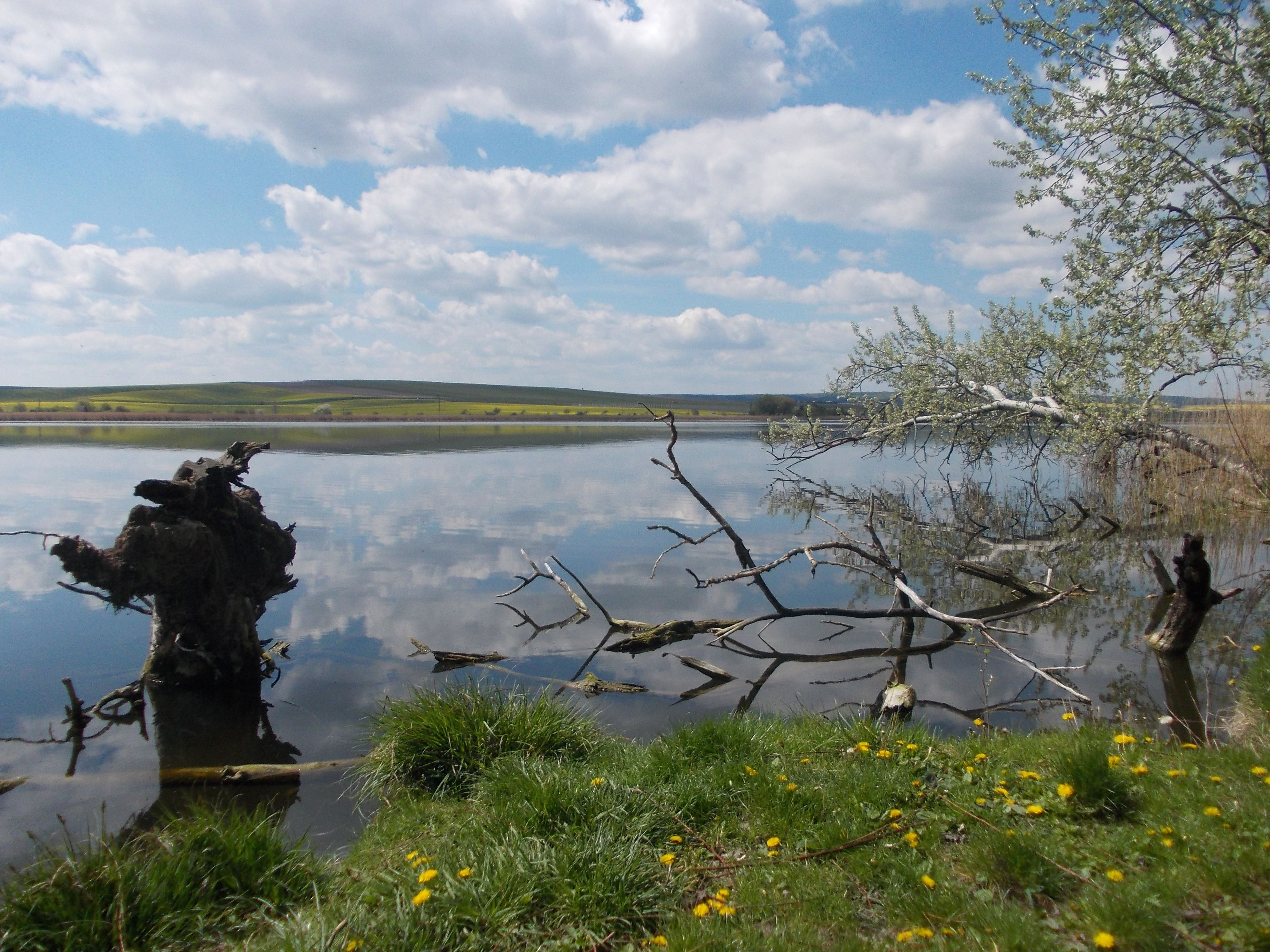
Blick vom Nordufer über den See
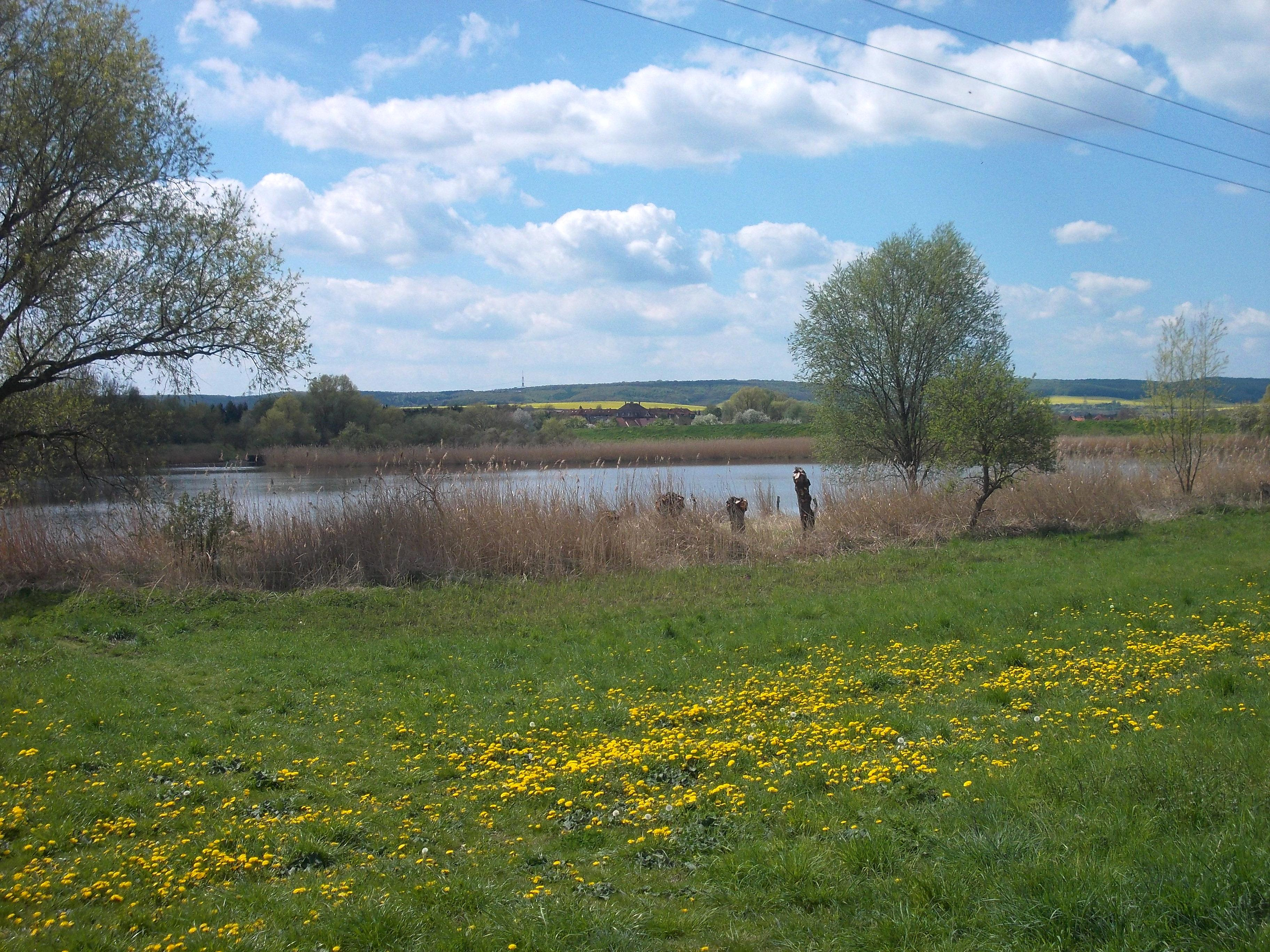
Westteil des Sees